# Clubiona mimula
Clubiona mimula este o specie de păianjeni din genul Clubiona, familia Clubionidae, descrisă de Chamberlin în anul 1928. Conform Catalogue of Life specia Clubiona mimula nu are subspecii cunoscute.